# Vyšný Klátov
Vyšný Klátov este o comună slovacă, aflată în districtul Košice-okolie din regiunea Košice. Localitatea se află la altitudinea de 507 m deasupra n.m., se întinde pe o suprafață de 17,84 km2 și în 2017 număra 446 de locuitori.

## Istoric
Localitatea Vyšný Klátov este atestată documentar din 1332.

## Demografie
| An:                | 1994 | 2004   | 2014    | 2024   |
| ------------------ | ---- | ------ | ------- | ------ |
| Număr de persoane: | 371  | 403    | 446     | 487    |
| Diferență:         |      | +8,62% | +10,66% | +9,19% |

| An:                | 2023 | 2024   |
| ------------------ | ---- | ------ |
| Număr de persoane: | 480  | 487    |
| Diferență:         |      | +1,45% |